# Euptychia agnata
Euptychia agnata är en fjärilsart som beskrevs av William Schaus 1913. Euptychia agnata ingår i släktet Euptychia och familjen praktfjärilar. Inga underarter finns listade i Catalogue of Life.